# Nygammal vals
Nygammal vals är en sång med text av Björn Lindroth och musik av Bengt-Arne Wallin. Sången framfördes som tävlande bidrag i den svenska Melodifestivalen 1966 av Lill Lindfors och Svante Thuresson, med den amerikanske jazzmusikern Sahib Shihab på tvärflöjt, och vann där sju poäng före Carli Tornehaves Monte Carlo.
Vid Eurovision Song Contest i Luxemburg slutade bidraget på andra plats, Sveriges då bästa placering i Eurovisionen. Bidraget fick som mest fem röster från Danmark, Norge och Finland. Utöver det fick den 1 poäng från Schweiz.
Texten till sången är baserad på H.C. Andersens saga Svinaherden.
Svante Thuresson framförde låten i pausen samband med svenska Melodifestivalen 2010.
Lill Lindfors framförde låten tillsammans med Måns Zelmerlöw i pausen under programmet Andra chansen i Melodifestivalen 2020.

## Singelskivor
På grund av att Lill Lindfors och Svante Thuresson var knutna till olika grammofonbolag tilläts de inte göra någon gemensam skivinspelning av bidraget.[källa behövs] Däremot spelade Lill Lindfors in sången med Östen Warnerbring, medan Svante Thuresson spelade in bidraget med Ulla Hallin från gruppen Gals and Pals.
1970 gavs en lekfull liveupptagning från en krogshow ut med Lill Lindfors och Svante Thuresson. Samma år spelade Merit Hemmingson in den. 1994 släpptes deras liveframträdande från Eurovisionfinalen i Luxemburg för första gången på en samlings-CD.